# Подгорная (Брестская область)
Подго́рная (бел. Падго́рная; до 1964 года — Гавиновичи) — агрогородок в Барановичском районе Брестской области Белоруссии. Административный центр Подгорновского сельсовета. Население — 428 человек (2019).

## География
Подгорная находится в 33 км к юго-западу от центра города Барановичи и в 20 км к юго-востоку от Слонима близ границы с Гродненской областью. Местность принадлежит к бассейну Немана, по южной окраине деревни протекает река Лохозва, впадающая к югу от Подгорной в Щару. В окрестностях деревни — пруды и мелиоративные каналы. Деревня связана местными автодорогами с ближайшими населёнными пунктами. К западу от Подгорной находится деревня Добрый Бор, к востоку — деревня Ежона.

## История
Поселение впервые упоминается в письменных источниках с середины XVI века под названием Гавиновичи, шляхетская собственность.
С 1793 года после второго раздела Речи Посполитой в составе Российской империи, в Слонимском уезде Гродненской губернии. В 1817 году построена церковь Святого Антония (сохранилась). В начале XX века в деревне работала школа.
Согласно Рижскому мирному договору (1921) Гавиновичи вошли в состав межвоенной Польши, принадлежали Слонимскому повету Новогрудского воеводства. С 1939 года деревня в составе БССР. С 1940 года — центр сельсовета.
В Великую Отечественную войну с конца июня 1941 года до июля 1944 года оккупированы немецко-фашистскими захватчиками. На фронтах войны погибло 27 односельчан. В 1964 году Гавиновичи получили название Подгорная.
В 1998 году здесь было 345 дворов и 822 жителя.

## Население
| Численность населения (по переписи) | Численность населения (по переписи) | Численность населения (по переписи) | Численность населения (по переписи) | Численность населения (по переписи) | Численность населения (по переписи) |
| 1921                                | 1959                                | 1970                                | 1999                                | 2009                                | 2019                                |
| ----------------------------------- | ----------------------------------- | ----------------------------------- | ----------------------------------- | ----------------------------------- | ----------------------------------- |
| 474                                 | ↗1063                               | ↗1274                               | ↘835                                | ↘587                                | ↘428                                |

## Культура
- Дом культуры

## Достопримечательности
- Поселения неолита и бронзового века
- Православная церковь св. Антония (1817 год) с отдельно стоящей колокольней XIX века —  Историко-культурная ценность Республики Беларусь, шифр 113Г000708
- Часовня-надмогилье на старом кладбище.

### Памятник, скульптура
- Памятник землякам. Для увековечения памяти 96 односельчан, погибших в Великую Отечественную войну. В 1963 году установлен памятник — скульптура воина[9].

## Галерея

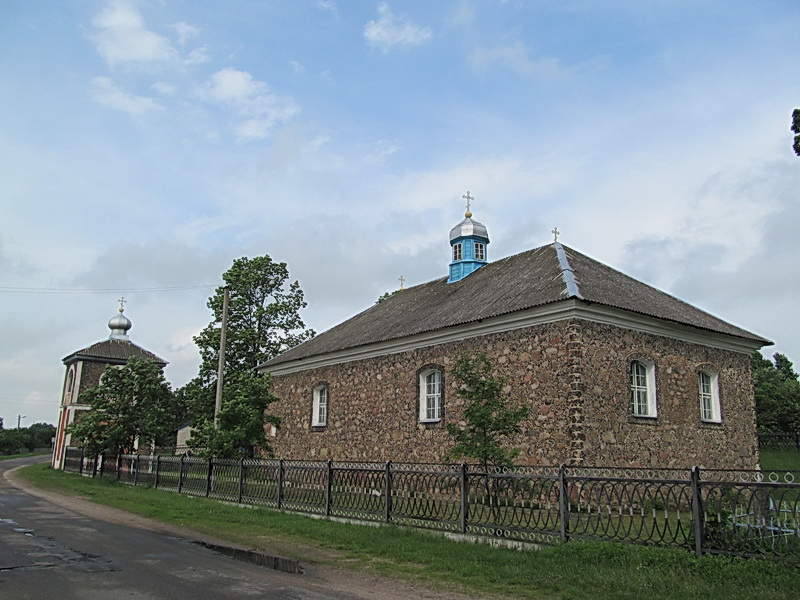
Православная церковь св. Антония
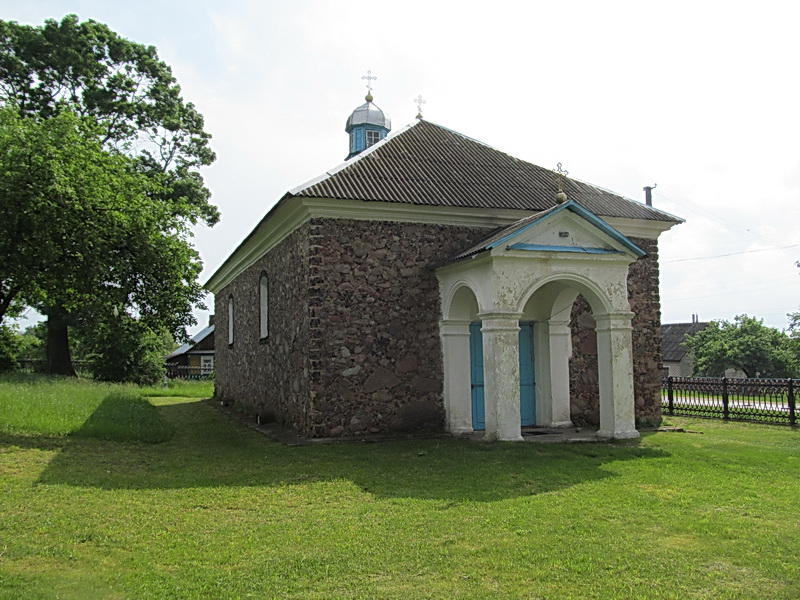
Православная церковь св. Антония
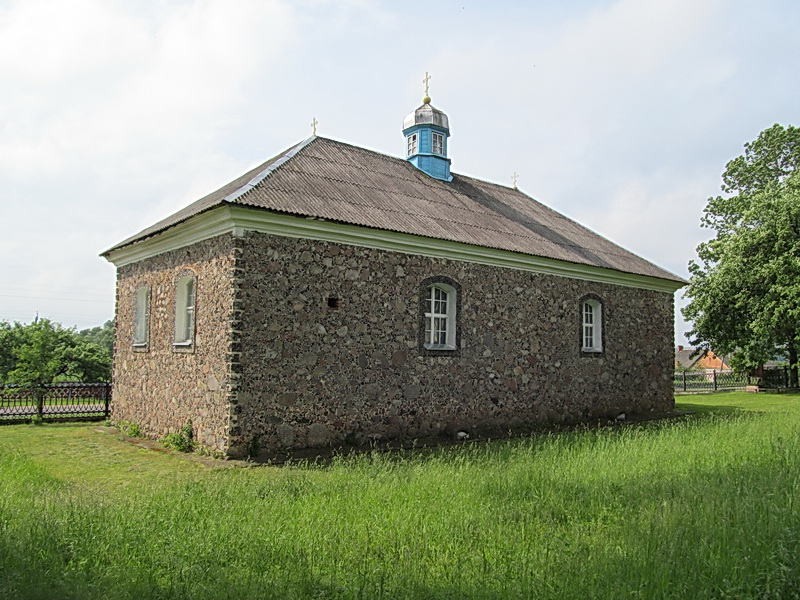
Православная церковь св. Антония